# Manuel Godinho (missionario)
Manuel Godinho (1630 – 1712) è stato un missionario portoghese.
Godinho era un gesuita, missionario a Goa. Impegnato in una missione a Bombay, di ritorno in patria scrisse una Relação do novo caminho que fez por terra e mar vindo da Índia para Portugal (1665), che si iscrive nella tradizione dei primi cronisti, mescolando osservazioni personali ad un quadro storico-geografico generale. Egli nulla dice dei veri resti di Babilonia (nei pressi di Hillah), che egli ancora colloca a Baghdad. La Relação di Godinho non fu comunque tradotta dal portoghese ad altre lingue, rimanendo per lo più sconosciuta al pubblico europeo.